# Nagykőrös

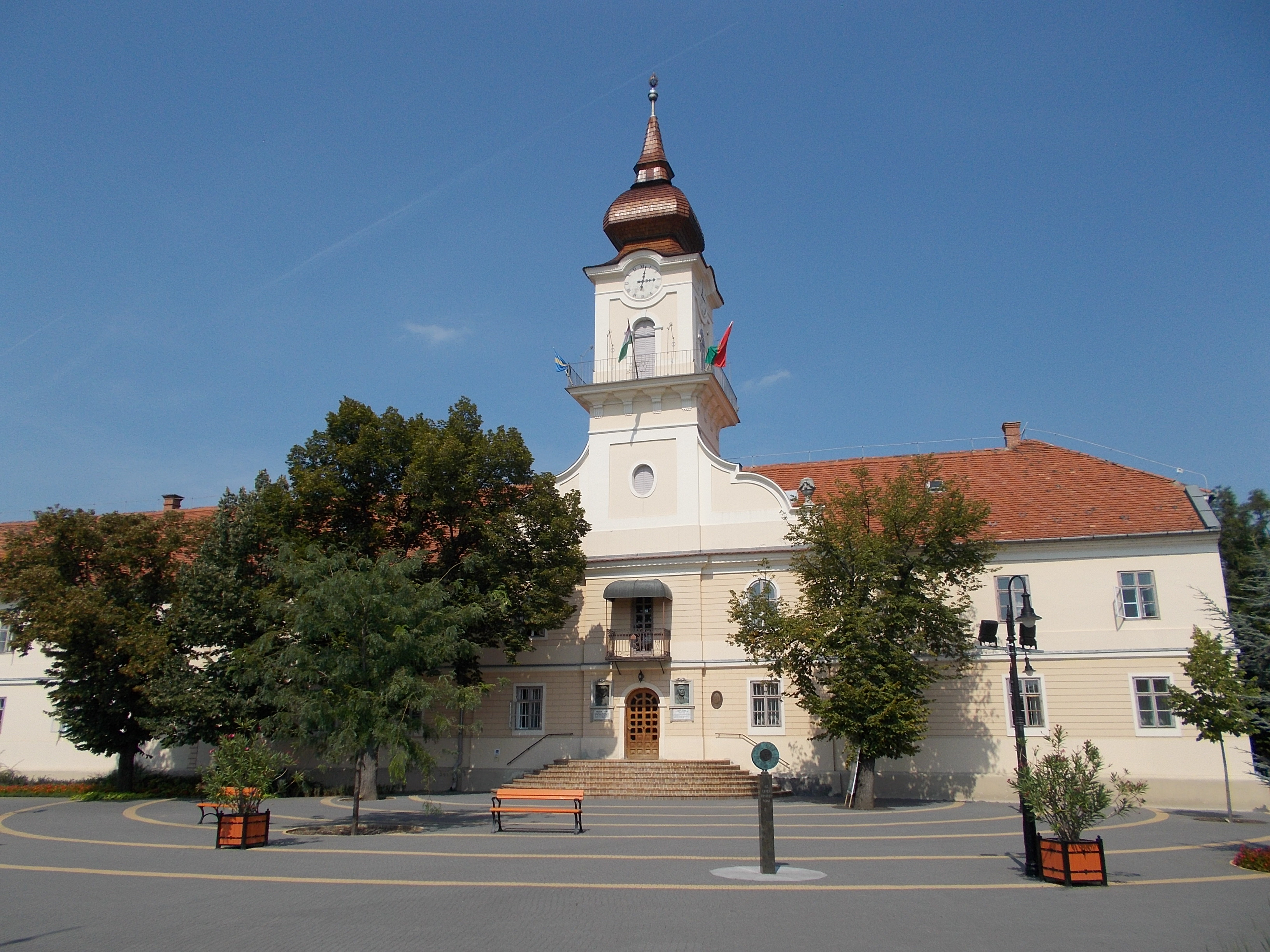
Rathaus in Nagykőrös

Nagykőrös ist eine ungarische Stadt im gleichnamigen Kreis im Komitat Pest.

## Geografische Lage
Nagykőrös liegt gut 75 Kilometer südöstlich des Zentrums der ungarischen Hauptstadt Budapest und ungefähr auf halber Strecke zwischen den Städten Cegléd und Kecskemét. Nachbargemeinden sind Nyársapát, Kocsér und Szentkirály.

## Geschichte
Nagykőrös wurde 1260 als Kalanguerusy erstmals urkundlich erwähnt. Im Jahr 1913 gab es in der damaligen Stadt mit geordnetem Magistrat 6.009 Häuser und 28.575 Einwohner auf einer Fläche von 66.811 Katastraljochen. Sie gehörte zu dieser Zeit zum Komitat Pest-Pilis-Solt-Kiskun.

## Söhne und Töchter der Stadt
- Gyula Brück (1859–1918), Musikpädagoge und Komponist
- Eugen Remsey (1885–1980), Maler und Schriftsteller
- Frigyes Hegedűs (1920–2008), Moderner Fünfkämpfer
- Ferenc Donáth (* 1954), Turner
- József Túri (1956–2003), Reiter
- Jenő Bódi (* 1963), Ringer
- István Fehér (1954–2021), Ringer
- Ádám Pattantyús (* 1978), Tischtennisspieler

## Städtepartnerschaften und Städtefreundschaften
Es bestehen fünf Städtepartnerschaften und zwei Städtefreundschaften:

### Städtepartnerschaften
- Castrocaro Terme e Terra del Sole, Italien, seit 1994
- Espelkamp, Deutschland, seit 1991
- Haaksbergen, Niederlande, seit 1994
- Reghin, Rumänien, seit 1994
- Salonta, Rumänien, seit 1991

### Städtefreundschaften
- Le Muy, Frankreich, seit 1996
- Thun Schweiz, seit 1992